# Klobazám
A klobazám egy görcsoldó gyógyszer, amit 1978 óta használnak. A Roussel Uclaf(en) gyógyszergyár kutatói állították elő még az 1960-as évek végén. 
A klobazám a benzodiazepinek közé tartozó vegyület. Egyszeri, kis adagban nem befolyásolja a pszichomotoros funkciókat, a teljesítményt, a memóriát és a magasabb mentális funkciókat. A vegyület demetilizálódva és hidroxilálódva metabolizálódik.

## Forrás
- Gyógyszerészi kémia. Szerkesztette: Fülöp Ferenc, Noszál Béla, Szász György, Takácsné Novák Krisztina. Budapest: Semmelweis Kiadó. 2010.   150–151., 161., 164., 168. o. ISBN 978 963 9879 56 0

## Fordítás
Ez a szócikk részben vagy egészben  a   Clobazam című angol Wikipédia-szócikk fordításán alapul.  Az eredeti cikk szerkesztőit annak laptörténete sorolja fel. Ez a jelzés csupán a megfogalmazás eredetét és a szerzői jogokat jelzi, nem szolgál a cikkben szereplő információk forrásmegjelöléseként.